# 혼다브
혼다브(페르시아어: خنداب, 영어: Khondab)는 이란 마르카지주 혼다브군(Khondab County)의 중앙구(Central District)에 위치한 도시로, 군과 구의 중심지 역할을 한다. 또한 혼다브 농촌구(Khondab Rural District)의 행정 중심지이기도 하다. 근처에는 중수로 IR-40이 있다.

## 인구 통계

### 인구
2006년 국가 인구 조사 당시 이 도시의 인구는 1,787가구에 6,982명이었으며, 당시에는 아라크군의 옛 혼다브구의 중심지였다. 2011년 다음 인구 조사에서는 2,186가구에 7,753명으로 집계되었으며, 이때 혼다브군이 신설되면서 구는 군에서 분리되었다. 도시와 농촌지구는 새로운 중앙구로 편입되었고, 혼다브는 군의 중심지가 되었다. 2016년 인구 조사에서는 이 도시의 인구가 2,358가구에 7,810명으로 측정되었다.

## 역사
2025년 6월 이스라엘의 대이란 공습 당시 혼다브의 핵시설이 공격받았다는 보도가 나왔다.

## 같이 보기
- 아라크
- IR-40
- 이란의 핵시설, 이란의 핵 문제
- 마르카지주